# Гібула широка
Гібула широка (Gibbula divaricata) — вид дрібних морських черевоногих молюсків родини трохіди (Trochidae).

## Поширення
Вид поширений біля узбережжя Португалії, у Середземному морі, Адріатичному і Чорному морі. У Чорному морі зустрічається уздовж всіх берегів у прибережній смузі на каменях і водоростях.

## Опис
Раковина кубареподібна, товстостінна, з шістьма-сімома дуже слабо опуклими оборотами, розділеними дрібним швом. Скульптура складається з вузьких спіральних реберець, розділених проміжками, приблизно рівними їм по ширині.
Малюнок складається з карміново-червоних точок на жовтому або оливковому фоні. Висота раковини до 23 мм, ширина — до 19 мм.

## Живлення
Живиться молодою порослю водоростей і плівкою з мікроорганізмів, яку зіскрібає з каміння.